# Little Plumstead
Little Plumstead är en by i Great and Little Plumstead, Broadland, Norfolk i England. Byn är belägen 8,9 km 
från Norwich. Orten har 686 invånare (2016). Little Plumstead var en civil parish fram till 1935 när blev den en del av Plumstead Great and Little. Civil parish hade 443 invånare år 1931.